# Joint d'étanchéité sans contact
Un Joint d'étanchéité sans contact est un type de joint dynamique dont le but est d'empêcher le passage d'un liquide ou d'un gaz, mais où le contact entre le joint et les pièces de l'enveloppe à sceller ne peuvent entrer en contact de façon permanente, parce qu'elles sont en mouvement relatif. L'usure détérioreraient les joints de contact. Pour réaliser l'étanchéité, les pièces sont rapprochées au maximum et le passage du gaz est rendu le plus difficile possible par des obstacles laissant des espaces extrêmement fins ou conduisant à des contournements.

## Exemples
On compte dans cette famille :
- les joints labyrinthe
- les joints à brosse
- les joints à revêtement abradable

## Applications dans les roulements
Dans les roulements, le mouvement de rotation entre la bague extérieure et la bague intérieure n'est pas favorable à la présence d'un joint frottant quand de grandes vitesses sont atteintes. Les éléments roulants nécessitent cependant d'être lubrifiés, on utilise souvent le joint labyrinthe afin d'éviter une fuite de lubrifiant hors des roulements.

## Applications dans les turbines et compresseurs axiaux
Dans les turbines ou les compresseurs axiaux, le jeu entre les ailettes mobiles et le carter de la conduite gazeuse doit être réduit au minimum pour en augmenter l'efficacité et le rendement. Or les vitesses élevées et les modifications de géométrie importantes en fonctionnement font qu'on a besoin de joints d'étanchéité sans contact. Ils doivent, de plus, être conçus pour résister aux possibles contacts entre pièces fixes et pièces tournantes, sans causer d'endommagement aux différentes pièces du mécanisme. On emploie donc :
- des joints labyrinthes pour les parties où l'étanchéité est primordiale et les vitesses tangentielles faibles (près du rotor)
- des joints à brosse (dans les mêmes conditions)
- des joints à revêtement abradable lorsque les énergies d'impact sont importantes, en bout d'aube tournante notamment, mais également entre les aubes fixes et le stator, couplé à un joint labyrinthe. Le revêtement abradable réduit au minimum l'usure des ailettes.

## Développement industriel
De nombreux industriels du secteur aéronautique ont fait des développements de joints d'étanchéité sans contact en partenariat avec des laboratoires de recherche en mécanique. 
Parmi les motoristes et leurs sous-traitants travaillant sur ce sujet, on compte :
- Snecma (du groupe Safran)
- Rolls-Royce
- General Electric
- Volvo